# Дерзкие и красивые
«Дерзкие и красивые» (англ. The Bold and the Beautiful, часто сокращаемая до B&B) — американская дневная телевизионная мыльная опера, транслируемая на канале CBS с 23 марта 1987 года по настоящее время.
Сериал был создан Уильямом Дж. и Ли Филлипом Беллами. Его действие происходит в Лос-Анджелесе, а сюжет крутится вокруг семьи Форрестеров и их дома моделей «Форрестер Крейшенс». Это единственная американская дневная мыльная опера, которая длится только 20 минут, вместо обычных 40 и выходит с переводом на испанский язык для испаноязычных жителей США (под названием Belleza y poder).
В России сериал выходил в 1990-х годах на каналах М-49 и REN TV (были показаны серии 1987—1990 гг.), в 2001 на канале ТНТ (серии 2000 гг) и на канале ДТВ (серии 2001—2002 гг).
«Дерзкие и красивые» также отличается от остальных американских мыльных опер своей огромной зарубежной аудиторией и с момента премьеры является самой наблюдаемой на международном уровне мыльной оперой с аудиторией более 26 миллионов зрителей каждую неделю. Её хорошо знают в Италии, где она идет под названием Beautiful и франкоязычных странах под названиями Top models и Amour, gloire & beauté. Кроме того, она имеет огромное количество поклонников в Австралии и в Германии, где идёт под названием Reich und Schön.

## В ролях
| Актёр               | Персонаж                    | Появление в сериале             |
| ------------------- | --------------------------- | ------------------------------- |
| Эйлин Дэвидсон      | Эшли Эбботт                 | 2007-                           |
| Лесли-Энн Даун      | Жаклин Пэйн Мароне          | 2003-2012                       |
| Сьюзан Флэннери     | Стефани Форрестер           | 1987-2012                       |
| Дженнифер Гэрис     | Донна Логан (#2)            | 2006-2007, 2007-                |
| Тери Энн Линн       | Кристен Форрестер           | 1987-1990, 1992, 1994           |
| Джоанна Джонсон     | Кэролайн Спенсер Форрестер  | 1987-1990                       |
| Клэйтон Норкросс    | Торн Форрестер (#1)         | 1987-1989                       |
| Джефф Трэкта        | Торн Форрестер (#2)         | 1989-1996                       |
| Уинзор Хэрмон       | Торн Форрестер (#3)         | 1996-2016                       |
| Эшли Джонс          | Док. Бриджет Форрестер (#4) | 2004-                           |
| Лесли Кэй           | Фелиша Форрестер (#2)       | 2005-                           |
| Кэтрин Келли Ланг   | Брук Логан                  | 1987-                           |
| Кайл Лаудер         | Рик Форрестер (#3)          | 2007-                           |
| МакКензи Мози       | Фиби Форрестер (#2)         | 2006-                           |
| Скотт Клифтон       | Лиам Спенсер                | 2010-                           |
| Джон Маккук         | Эрик Форрестер              | 1987-                           |
| Эдриэнн Франц       | Эмбер Мур                   | 1997-                           |
| Ронн Мосс           | Ридж Форрестер (#1)         | 1987-2012                       |
| Торстен Кэй         | Ридж Форрестер (#2)         | 2012-                           |
| Хизер Том           | Кэти Логан (#2)             | 2007-                           |
| Хантер Тайло        | Док. Тэйлор Хэйс Мароне     | 1990-1994, 1994—2002, 2005-2014 |
| Джек Вагнер         | Доминик Мароне              | 2003-2012                       |
| Хэл Линден          | Джерри Крамер               | 2006-2007                       |
| Жаклин Макиннес Вуд | Стэффи Форрестер            | 2008-                           |
| Коллин Дион-Скотти  | Фелиша Форрестер            | 1990—2004                       |
| Ким Матула          | Хоуп Логан Форрестер        | 2010-                           |
| Линси Годфри        | Кэролайн Спенсер Форрестер  | 2012-                           |
| Эшли Брюэр          | Айви Форестер               | 2014-2018, 2024-                |